# Zollino
Zollino is een gemeente in de Italiaanse provincie Lecce (regio Apulië) en telt 2148 inwoners (31-12-2004). De oppervlakte bedraagt 9,9 km², de bevolkingsdichtheid is 217 inwoners per km².

## Demografie
Zollino telt ongeveer 768 huishoudens. Het aantal inwoners daalde in de periode 1991-2001 met 3,7% volgens cijfers uit de tienjaarlijkse volkstellingen van ISTAT.
| Jaar | Inwoneraantal |
| ---- | ------------- |
| 1991 | 2279          |
| 2001 | 2194          |

## Geografie
De gemeente ligt op ongeveer 90 meter boven zeeniveau.
Zollino grenst aan de volgende gemeenten: Calimera, Castrignano de' Greci, Corigliano d'Otranto, Martano, Martignano, Soleto, Sternatia.